# Mahaicony River
Mahaicony River är ett vattendrag i Guyana.   Det ligger i regionen Mahaica-Berbice, i den nordöstra delen av landet, 50 km sydost om huvudstaden Georgetown.